# Svišťovská dolina
Svišťovská dolina nebo Dolina Svišťoviek, (polsky Dolina Świstowa Jaworzyńska, Świstowa Dolina, německy Svistovka Tal, Ratzentälchen, maďarsky Svistovka - völgy) je údolí Široké doliny v komplexu Javorové doliny ve Vysokých Tatrách. Nachází se mezi severozápadním a severovýchodním ramenem Svišťoviek. V délce 1,5 km vytváří tři terasovité nad sebou ležící ledovcové kotle, které nejsou pojmenovány.

## Název
Pojmenování vyplývá z polohy pod Svišťovkami. Na rozdíl od Svišťovej doliny pod Poľským hřebenem je nazvaná Svišťovskou dolinou.

## Turistika
Do doliny nevede turistický chodník. Je přísně chráněnou přírodní rezervací TANAPu.